# REACH
REACH is een systeem voor registratie, evaluatie en toelating van chemische stoffen die in de Europese Unie geproduceerd of geïmporteerd worden. De naam 'REACH' betekent Registration, Evaluation, Authorization and restriction of CHemicals. De regelgeving (Verordening (EG) nr. 1907/2006) hierover dateert van 18 december 2006, en is vanaf 1 juni 2007 van kracht geworden.
Het Europees Agentschap voor chemische stoffen (ECHA) is verantwoordelijk voor de registratie, evaluatie en toelating van chemische stoffen. REACH is dus het project van dit agentschap.
In Nederland zijn de verplichtingen uit de REACH-verordening geïmplementeerd in hoofdstuk 9 van de Wet milieubeheer.

## Principes
Het doel van het REACH-systeem is het beheersen van de risico's van chemische stoffen, zoals de risico's op giframpen, brand en explosies, gezondheidsschade bij werknemers en consumenten, en schade aan het milieu.
Volgens het REACH-systeem zouden alle stoffen die in de Europese Unie in gebruik zijn of in gebruik worden genomen als volgt behandeld moeten worden:
- inventariseren via een verplichte registratie van de producent of importeur;
- evalueren voor wat betreft hun risico's voor mens en milieu;
- en op basis daarvan al dan niet toelating te geven (autorisatie) om de stoffen te gebruiken.

De verordening maakt het ook mogelijk gebruiksbeperkingen (restrictie genoemd) in de hele Europese Gemeenschap in te voeren wanneer dit noodzakelijk blijkt te zijn voor gezondheid of milieu. De lidstaten of de Europese Commissie kunnen een voorstel daartoe indienen.

## Voorgeschiedenis
In december 1983 werd aan de EG een voorstel overgemaakt voor de uitwerking van een wetgeving die de gevaren van preparaten en hun samenstellende componenten in een wettelijk hanteerbare vorm tot uitdrukking brengt. De daarop gefundeerde wetgeving werd gedurende een periode van 20 jaar uitgetest voor nieuwe stoffen die op de markt kwamen. Uit een evaluatie van de bestaande EU-regels voor een veilig gebruik van chemische stoffen kwam een aantal tekortkomingen en zwakke punten aan het licht. Een van die tekortkomingen was het onderscheid tussen "bestaande stoffen" (de EINECS-lijst) en "nieuwe stoffen" (de ELINCS-lijst):
- Bij nieuwe stoffen wordt de producent (of importeur van stoffen van buiten de EU) belast met het opstellen van een kennisgeving, waarin onder meer de mogelijke gevaren van de stof voor mens en milieu moeten beschreven zijn.
- Bij stoffen die reeds in de praktijk gebruikt werden op het moment dat deze EU-regels werden ingevoerd gelden deze eisen niet, omdat het op het moment van de invoering praktisch onuitvoerbaar zou zijn om voor alle bekende en gebruikte stoffen een dergelijk uitgebreid veiligheidsonderzoek uit te laten voeren.

Dit onderscheid tussen bestaande en nieuwe stoffen hield echter geen rekening met de werkelijke risico's van de stoffen.
Voor de bestaande stoffen is er later wel een regeling ingevoerd, om een risicobeoordeling uit te laten voeren door de bevoegde overheid in plaats van door de industrie, maar dit bleek slechts zeer langzaam vooruit te gaan zodat de risicobeoordeling slechts voor een handvol stoffen was voltooid.
De resultaten van deze evaluatie zijn uitgewerkt in een voorstel dat was vervat in het Witboek Strategie voor een toekomstig beleid voor chemische stoffen, dat de Europese Commissie publiceerde in februari 2001.
Het eerste voorstel van REACH stuitte op uiteenlopende reacties. Milieuorganisaties stonden er positief tegenover, maar er kwam veel verzet vanuit de industrie, soms gesteund door de overheid. Deze kritiek had betrekking op de enorme kosten die de nieuwe regeling zou meebrengen voor de bedrijven. De critici voorspelden ook het verlies van een groot aantal banen, omdat sommige bedrijven liever hun productie zouden verplaatsen naar landen buiten de Europese Unie, of ze gewoon stopzetten.
Na een uitgebreide ronde van raadplegingen, onder meer via het internet, nam de Commissie een aangepast voorstel van REACH aan op 29 oktober 2003. Dit aangepaste voorstel werd echter weer door de milieuorganisaties als een te grote toegeving aan de industrie beschouwd. Dit voorstel werd aan het Europees Parlement voorgelegd. Op 17 november 2005 aanvaardde het Europees Parlement het voorstel, met een aantal compromis-amendementen waaronder een aantal uitzonderingen op de verplichting tot registratie (onder meer voor staal, mineralen, onbewerkte ertsen, en een aantal elementaire gassen zoals stikstof, argon en zuurstof). Dit gewijzigde voorstel werd dan overgemaakt aan de Raad van de Europese Unie (de raad van ministers), die op 13 december 2005 een politiek akkoord erover bereikte.

## REACH-verordening
Het Europees Parlement keurde uiteindelijk het REACH-voorstel in een tweede lezing goed op 13 december 2006, en de Europese ministerraad aanvaardde het op 18 december 2006.
De REACH-verordening werd vanaf 1 juni 2007, in stappen, van kracht, is nadien meermaals gewijzigd en verduidelijkt door Commissie-verordeningen. Het ECHA in Helsinki is in 2008 operationeel geworden.